# 壞女人花
坏女人花（学名：Cnidoscolus angustidens），是大戟科大戟属的開花植物，別名“Mala mujer”，意為“坏女人”。主要分布在美国西南部以及墨西哥。它的表面铺满堅硬的尖刺，甚至可以把這些尖刺当成鱼钩来使用。如同許多大戟属植物家族很多成员的共同特征，它會滲出一種腐蝕性的乳狀液體。

## 毒性
这种液体能够导致令人痛苦的皮肤刺激以及不雅观的变色现象，及造成眼部的長期損傷。